# John Allen (calciatore)
John Allen (Chester, 14 novembre 1964) è un allenatore di calcio ed ex calciatore gallese, di ruolo centrocampista.

## Palmarès

### Giocatore

#### Competizioni nazionali
- Coppa di Svezia: 1

Malmö FF: 1988-1989

### Allenatore

#### Competizioni nazionali
- Ykkönen: 1

RoPS: 2010